# Кац Арнольд Михайлович
Кац Арнольд Михайлович (рос. Арнольд Михайлович Кац) (18 вересня 1924 — 22 січня 2007) — російський диригент, заслужений діяч мистецтв РРФСР (1970), народний артист СРСР (1988), почесний громадянин Новосибірська.

## Біографія
Народився в Баку. Навчався в Центральній музичній школі при Московській консерваторії та в Ленінградській консерваторії як скрипаль (1947—1949) і як диригент (1947-1951).
В 1951-1952 — викладав в Ленінградської консерваторії. З моменту заснування в 1956 році симфонічного оркестру Новосибірської філармонії Арнольд Кац був його беззмінним художнім керівником і головним диригентом.
В 1957-2004 роках — викладач, професор Новосибірської державної консерваторії ім. Глінки.
Арнольд Кац — ініціатор проведення щорічного фестивалю «Класика і сучасність». За 40 років ним зіграно більше 4 тисяч концертів. З гастролями він виступав в Німеччині, Франції, Великій Британії, Італії, Іспанії, Португалії, Бельгії, Швейцарії, Японії, США, Ізраїлі, Південній Америці, Норвегії.
В 1994 році отримав державну премію Російської Федерації в області музичного мистецтва — за концертні програми Академічного симфонічного оркестру Новосибірської філармонії 1990-1994 років.
У 2004 році організував молодіжний оркестр «Сибір — Схід — Захід», що складається з російських, корейських, японських, ізраїльських та німецьких музикантів.
Під керівництвом Каца в Новосибірському театрі опери та балету були поставлені опера Прокоф'єва «Війна і мир», балети Глазунова «Раймонда» та Чайковського «Спляча красуня»; в Малому оперному театрі (Санкт-Петербург) опера Верді «Трубадур».
Помер 22 січня 2007 в Пекіні від інсульту.